# 前蹴り

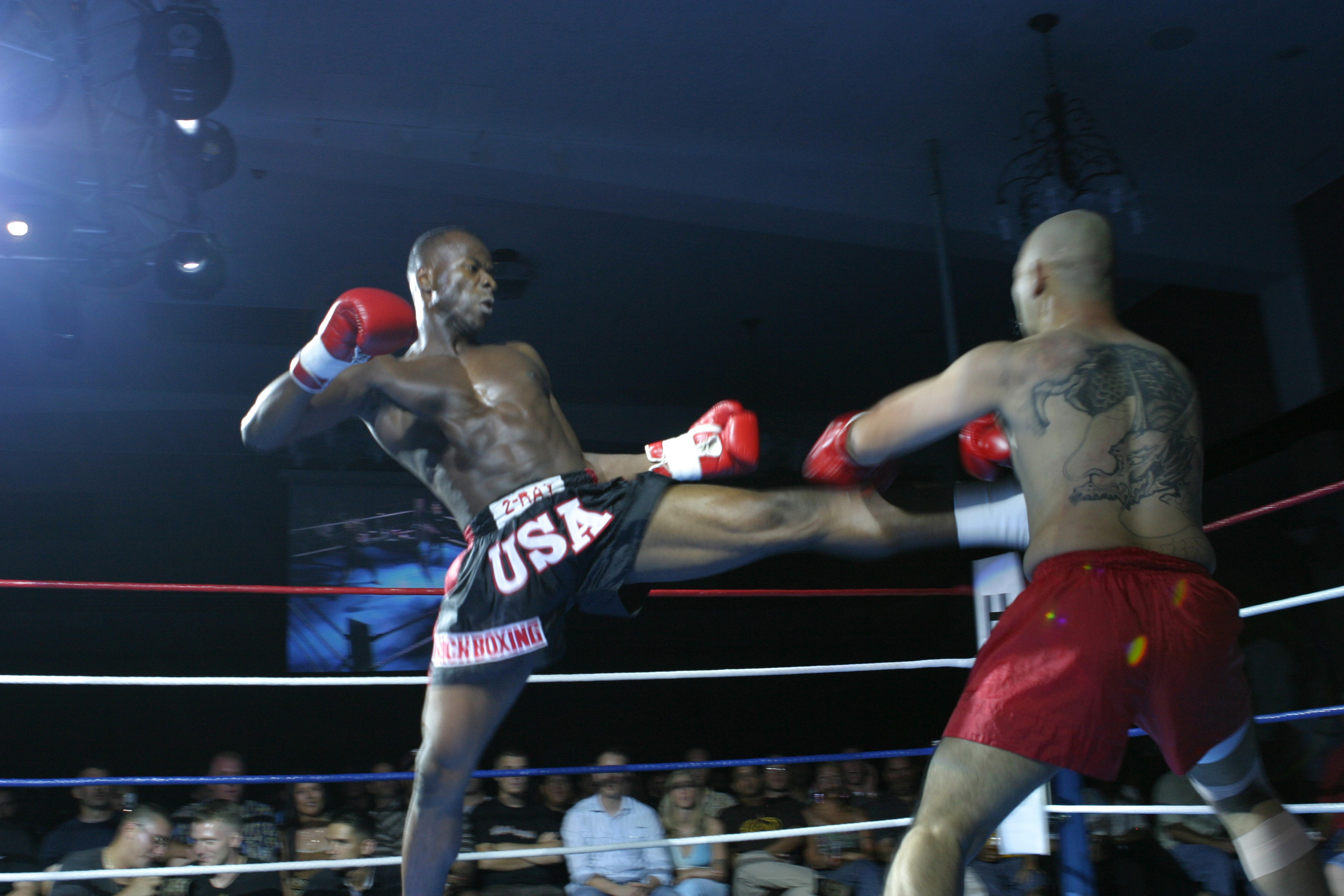
キックボクシングにおける前蹴り。

前蹴り（まえげり）は、少林寺拳法、日本拳法、中国武術、空手、ムエタイ、キックボクシング、シュートボクシング、プロレス、総合格闘技などの格闘技で用いられている蹴り技の一種である。フロント・キックとも呼ばれている。ムエタイではティープ、テコンドーではアプチャプシギと呼ばれている。

## 概要
前蹴りは相手に正対して前方に真っ直ぐに蹴る。前蹴りは相手に正対した状態から技を繰り出すため、パンチ等の手技と連携がしやすい。また、前蹴りは直線の軌道を描く蹴りのため、回し蹴り等の曲線の軌道の蹴りに比べて最短距離の軌道で迅速に技を放てるという利点がある。

## 使用部位

使用部位「中足（上足底）」（マークの部分）

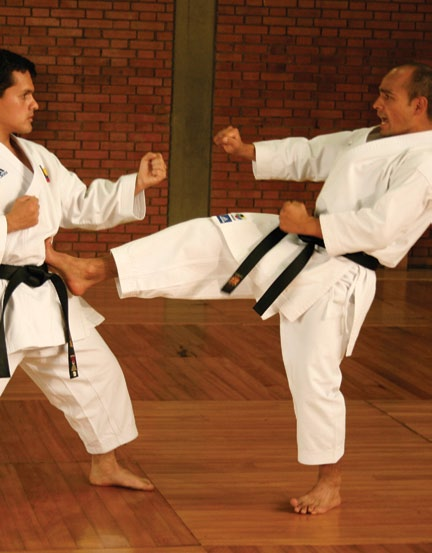
空手「中段前蹴り（中足）」（約束組手）

中足
中足とは足の裏のうち、足指の付け根の関節部分をいう。中足は上足底（じょうそくてい）や虎趾（こし）、前足底（ぜんそくてい）ともいう。狭い部位に圧力を集中することができるため、多少は堅固な対象でも破壊する威力がある。その半面、正しい足の形を作って的確に相手の急所を捉える必要である。当てる際には足の指を甲側に反らせて中足を最前に出す（裸足で爪先立ちする時の形に近い）。
足の裏の全体
足の裏の全体は空手道では足底（そくてい）と呼ぶ。足底は面積が広く土踏まず等の柔軟部分も含むので、そのぶん圧力・破壊力は弱い。素足を使用する空手や柔術、日本拳法等では使用頻度が少ないが、靴を履くことを前提とする中国拳法では基本技である。上半身に着衣しないことが多いムエタイやキックボクシングでは、滑りやすい中足での蹴りに代えて、前進攻撃する相手を止めたり間合いを測るように蹴るストッピング・キックとして使用されることがある。相手との距離を空けたり、相手のバランスを崩してパンチやキックに繋げるものである。プロレスでは相手がリングのロープの反動を利用するなどして正面から勢いよく突っ込んできた時に相手の顔面や胸板を蹴り付けるカウンター・ハイキックとして用いられる事が多く、古くはジャイアント馬場の16文キックが著名であった。
背足
足の甲の部分をさす（足首を含む考え方もある）。足の甲の骨は脆いため、通常は前蹴りには使わない。しかし、護身術などでは男性の股間の急所を攻撃する場合（金的蹴り）に使用される。
つま先
特別な鍛錬をしていない素足の場合、かえって自身の足指を負傷する可能性が高く、水月・咽喉部などの軟弱かつ狭い急所を狙うような特殊の場合以外は、ほとんど使われない。空手の流派によっては、足指を握り込むように親指を突き出す形を作り、この部位を鍛え上げて使う例もある。沓・靴を履く武術や現代護身術では、足指を返した中足部分が使いづらく、逆に尖った靴で補強された足の先端が利用しやすいために、つま先での蹴りを多用する。競技格闘技ではトウキックと呼ばれるもので、プロレスでは反則技とされていた。
かかと
鍛錬していなくても非常に堅い部位なので効果は大きいが、直立した相手の胴体や頭部を狙った前蹴りではかかとを前に出すのは難しい。中国拳法の斧刃脚やサバットの下段前蹴りのように、すねや膝関節、大腿部などといった相手の下半身を狙う用例がある。踵は下足底ともいう。

## 技の出し方
空手の基本動作では、真っ直ぐ突き出すように蹴るもの（狭義の前蹴り・蹴放し）と下から上に蹴り上げるもの（蹴上げ）の区別がある。普通に前蹴りという場合はこの前者をさす場合が多い。
前蹴り（狭義）
構えから、蹴る側の足を一旦、自分の胸前に抱え込むように高く引き上げ、攻撃対象（おもに胴体もしくは下半身）に向けて垂直もしくは幾分か蹴り下ろすような感覚で膝を伸ばして中足または足裏を突き出すように蹴る。結果的に蹴りの軌跡は直線を描くことになる。蹴放し（けはなし）の場合は中足部分を当てた直後に瞬時に足裏全体で相手を蹴り放す。これらは主に腹部・脇腹などの中段攻撃に使われる。
蹴上げ
構えから、蹴る側の足の膝頭を前に引き上げ、曲げた膝のバネを活かして中足または背足を上方に向けて蹴り上げる。また膝をほとんど曲げずに蹴り足の元の位置からそのまま大きく蹴り上げる仕方もあり、こちらを前蹴上げと称する流儀もある。後者の「前蹴上げ」は、実際の攻撃技術というより蹴り技の練習方法あるいは準備体操・補強運動として行われる場合も少なくない。蹴る対象は、中足の場合は相手の顎や前傾した胸部・腹部、スネや膝関節などへの下段攻撃、あるいは構えた手や突いてくる手の手首や肘の後ろ、あるいは相手の手に持っている武器などを狙う。背足は股間の急所に用い、その場合は金的蹴りとも呼ばれる。
飛び蹴り
大きく踏み切り、前方に跳躍して空中で前蹴り（狭義）をするもので、踏み切った足で蹴る場合と、その逆側の足で蹴る場合がある。前者の場合は飛び二段蹴りとも呼ばれ、踏み切った足で蹴る前に逆側の（最初に上げた）足でフェイントの飛び前蹴りもしくは飛び膝蹴りを放ち、その直後に踏み切った足で前蹴りを決める。後者は、踏み切った足とは逆の最初に振り上げた足を突き出し、そのまま突進の勢いに任せて蹴る、いわゆる飛び前蹴りである。これらは大技で威力があるが、技を見切られたり失敗すると反撃を受けやすくリスクが高い。

## 技の使用の実際
種目や流儀の違いで、使用頻度や技術に差がある。日本拳法や空手、打撃技を持つ柔術では主要な蹴り技として多用されるが、キックボクシングやK-1などの回し蹴りを多用する種目や競技では頻度は落ちる。ムエタイでは回し蹴りも前蹴りもともに多用する。
中足での前蹴りはを正確に当てれば絶大な破壊力を発揮するが、中足の面積は狭いため的確なヒットポイントを捉えることが容易ではなく、また前蹴りの軌跡は直線であるため事前に察知された場合には相手に捌かれやすい。そのため前蹴りは決め技としては、一定程度以上の競技レベルの組手・試合などでは思うように効果が表れないことが多い。また、前蹴りは中段以下の高さの目標に使用されることが多く、人体の中段部位以下の急所に的中すれば相手を倒せるが、急所をはずせば相手が持ちこたえてしまう。一方、回し蹴りは上段にも多用され、技の軌跡が広く、身体の柔軟性がある程度あれば頭部・頸部を狙うことも難しくない。上段回し蹴りはクリーンヒットすれば脳震盪により高い割合で相手を倒すことが可能であるが、動作は非常に大きく技の出がかり・出し終わりにスキを生じやすい。また、ルールによって攻防が縛られた競技格闘技ならともかく、股関節を大きく開き動作に時間のかかる回し蹴りは金的への攻撃やタックルなどに対して弱いことも重大な欠点である。したがって、その威力については性質・用途が異なり、前蹴りと回し蹴りの優劣は単純に比較できない。